# Rilakkuma
Rilakkuma (リラックマ Rirakkuma?) es un personaje ficticio producido por la compañía japonesa San-X, creado por la exempleada Aki Kondo. Empresas como Re-Ment han colaborado con San-X para crear mercancía de Rilakkuma. Rilakkuma aparece en objetos de papelería, vajilla, mochilas, y peluches. Además, una serie original de Netflix basada en el personaje, titulada  Rilakkuma y Kaoru se estrenó a nivel global el 19 de abril de 2019.

## Antecedentes
La compañía San-X le impone a los miembros de su personal la obligación de crear un personaje Kawaii por mes. En una entrevista Kondo recuerda cómo, después de ver un programa de televisión sobre perros, deseó tener una mascota debido a que en ese entonces estaba muy ocupada con su trabajo y esperaba poder tener una vida más relajante. Rilakkuma es la materialización de su deseo.
Rilakkuma fue publicado en 2003. Desde entonces, tanto Rilakkuma como Tarepanda, otro personaje de San-X, han sido descritos como «grandes éxitos en Japón» por The New York Times. Hasta mayo de 2010, Rilakkuma fue el quinto personaje más popular en Japón según una encuesta realizada por Character Databank.

## Historia y productos
Rilakkuma y sus amigos aparecieron por primera vez en una serie de libros ilustrados llamados Rilakkuma Seikatsu (lit. Estilo de vida de Rilakkuma) producidos por San-X, pero desde entonces se han vuelto igual de populares como peluches y personajes de mercancía; San-X por lo general saca a la venta tres o más conjuntos de productos temáticos de peluches, vajilla, pósteres, bolsos, joyería y otros tipos de objetos similares cada año. En los libros, Rilakkuma aparece vestido en una variedad de trajes, como un disfraz de kappa, pero estos siempre van sobre su vestimenta estándar.
San-X ha dedicado a Rilakkuma numerosas tiendas en Japón. En septiembre de 2017, Aliquantum International (AQI) se convirtió en el distribuidor exclusivo de los productos de San-X en Norteamérica, por lo que a partir de esta colaboración se abrió una tienda temporal de Rilakkuma en Florida, Estados Unidos. Una segunda tienda se abrió en Times Square en Nueva York, en septiembre de 2018.
En julio de 2009, Bandai publicó una edición exclusiva de computadoras de Rilakkuma. Además, entre el 2 de agosto y el 16 de septiembre de 2013, la compañía San-X colaboró con ENJOY!BASEMENT DINING para crear un café temático de Rilakkuma en Harajuku. Asimismo, San-X y Tower Records han colaborado en varias ocasiones para sacar al mercado productos especiales de Rilakkuma y operar distintos cafés del personaje en 2016, 2017 y 2018.
Por otra parte, una serie animada en stop motion, llamada Rilakkuma y Kaoru, se estrenó en Netflix el 19 de abril de 2019. El programa fue hecho por Dwarf Studio, que previamente había trabajado en la animación stop motion de Domo-kun. Fue dirigido por Masahito Kobayashi y escrito por Naoko Ogigami, e incluyó a Mikako Tabe como la voz de Kaoru en japonés y a Lana Condor para la versión en inglés.

## Personaje
El nombre de Rilakkuma es una combinación de リラックス rirakkusu, una transliteración de la palabra «relax» en inglés, y クマ（熊）kuma, la palabra en japonés para oso. Es un oso suave, similar a un juguete, cuyos intereses están en su mayoría limitados a comer y dormir, aunque estos rasgos son representados positivamente, de manera que los fanáticos y consumidores son motivados a —de vez en cuando— imitar a Rilakkuma como una forma de aliviarse del estrés. En su espalda hay un cierre que cuando se abre revela un material azul claro con un estampado de lunares blancos. 
Durante la celebración del aniversario número 15 de Rilakkuma en 2018, San-X declaró explicitamente el propósito de esta cremallera: el cuerpo inferior de Rilakkuma es en realidad un きぐるみ kigurumi, o disfraz de mascota. La empresa ya había dado pistas sobre esto al producir ilustraciones del personaje con «trajes de Rilakkuma» colgados cerca de él para que se sequen. A partir de esto, Rilakkuma ha sido representado comprando o lavando variantes de su traje, entre estas una versión de invierno.
En las primeras ilustraciones de Rilakkuma y en la adaptación de Netflix, él vive junto a Kaoru en su apartamento, en el que apareció misteriosamente un día.

## Relaciones

### Korilakkuma
Rilakkuma es acompañado frecuentemente por su amiga Korilakkuma (コリラックマ korirakkuma). A diferencia de Rilakkuma, Korilakkuma es una osa blanca. Además, tiene un botón rojo en su pecho que sugiere que —al igual que Rilakkuma— usa un disfraz. Su origen es parecido al de Rilakkuma: apareció de repente en la casa de Kaoru y Kiiroitori le dio su nombre debido a su similitud con un pequeño Rilakkuma (小／子／仔 ko significa «pequeño; niño; joven (para un animal)» en japonés). Este también es un juego de palabras en inglés al sugerir la palabra «co-relax».
La personalidad de Korilakkuma contrasta con la de Rilakkuma en que el primero está lleno de vigor y es muy traviesa. Korilakkuma toma ventaja de la naturaleza despreocupada de Rilakkuma para jugarle bromas mientras duerme; algunas de sus bromas más comunes incluyen dibujar en la cara y en el estómago de Rilakkuma, ponerle audífonos, conducir juguetes a control remoto sobre él y coser parches de colores en sus trajes. A pesar de esto, Korilakkuma tiene una buena relación con Rilakkuma. Aunque a veces se ha sugerido que ella es muy joven para hablar, Korilakkuma parece entender siempre los que otros dicen. Además, ella ha sido ocasionalmente representada con burbujas de diálogo con oraciones simples en los cómics e ilustraciones.

### Kiiroitori
Kiiroitori es un pollito que vive en la casa de Kaoru. Su nombre (キイロイトリ, de 黄色い鳥 kiiroi tori) simplemente significa «ave amarilla» en japonés, a pesar de que a veces es descrito como un «pollo con nariz de cerdo» fuera de  Japón. Kiiroitori vive en una pajarera pero puede entrar y salir de ella cuando lo desee. Es un muchas maneras el opuesto de Rilakkuma ya que es de naturaleza trabajadora y adora limpiar. A menudo regaña a Rilakkuma y Korilakkuma porque él es muy perezoso y ella es muy traviesa, de manera que toma el rol de tsukkomi (considerado el personaje más inteligente, racional y el que critica a otros por cometer errores). 
Su actividad favorita es ahorrar dinero (como monedas que encuentra cuando limpia). A pesar de ser representado comúnmente como más maduro, también se muestra que Kiiroitori tiene fallas y se sugiere que no es tan «adulto» como pretende; por ejemplo Kiiroitori tiene dificultad para volar sin las extensiones para sus alas y a veces se asusta fácilmente de otras aves. Además, él registra todas sus aventuras en un diario secreto, que San-X ha «publicado» en la forma de juguetes de edición limitada que se enfocan en la vida diaria de Kiiroitori. A diferencia de otros personajes, Kiiroitori siempre habla en katakana, lo que sugiere que tiene un acento, voz o un patrón de habla único.

### Chairoikoguma
En 2016 un oso más oscuro y pequeño llamado Chairoikoguma fue presentado oficialmente mediante Twitter. Korilakkuma lo conoció mientras estaba de vacaciones con Rilakkuma y Kiiroitori en el Honey Forest. Kiiroitori subsecuentemente lo llamó Chairoikoguma (チャイロイコグマ; 茶色い仔熊／小熊 chairoi koguma, que significa «cachorro de oso pardo / oso pequeño» en japonés). Rilakkuma y Chairoikoguma comparten un diseño similar, aunque su apariencia difiere en algunos aspectos: Chairoikoguma tiene colmillos, pelaje blanco y esponjoso en su pecho, así como marcas de oso pintadas con miel cerca de su cola y en sus patas.
Además, los ojos de Chairoikoguma son brillantes y cristalinos en lugar de ser algo opacos y mate, asimismo parece no usar un disfraz (no tiene un botón o cierre), lo que sugiere que es más salvaje y tal vez un oso «real». Chairoikoguma a menudo camina en cuatro patas aunque también puede caminar en dos. Desde su presentación ha sido representado en varias ocasiones junto a Rilakkuma, Korilakkuma y Kiiroitori en mercancía oficial. Su frase favorita es ガオ gao, una onomatopeya en japonés para un rugido.

### Kaoru
Es una mujer de 25 años que trabaja en una oficina en Tokio. Ella nunca aparece directamente en los libros o en los productos derivados de Rilakkuma. Sin embargo, a veces uno adivina su presencia, especialmente cuando reprende el comportamiento de Rilakkuma. Inicialmente estuvo molesta por la misteriosa visita de los osos de peluche pero finalmente se sintió conmovida por los dos personajes (Rilakkuma y Korilakkuma) y se hizo cargo de ellos.

## Libros

### Ilustrados
- Rilakkuma Seikatsu - Daradara Mainichi no Susume (Aki Kondou, marzo de 2004)
- Dararan Biyori - Rilakkuma Seikatsu 2 (Aki Kondou, noviembre de 2004)
- Tori Dayori - Rilakkuma Seikatsu 3 (Aki Kondou, mayo de 2005)
- Kuma Goyomi - Rilakkuma Seikatsu 4 (Aki Kondou, septiembre de 2006)
- Utatane Kibun - Rilakkuma Seikatsu 5 (Aki Kondou, septiembre de 2007)
- Bonyari Kinenbi - Rilakkuma Seikatsu 6 (Aki Kondou, agosto de 2008)
- Yanwari Jozu - Rilakkuma Seikatsu 7 (Aki Kondou, octubre de 2010)

### Sticker
- Rilakkuma Daradara Shiiru Bukku (Aki Kondou, noviembre de 2004)
- Rilakkuma Dara Pika Shiiru Bukku (Aki Kondou, mayo de 2005)
- Rilakkuma Gorogoro Shiiru Bukku (Aki Kondou, septiembre de 2006)
- Rilakkuma Howa Pika Shiiru Bukku (Aki Kondou, septiembre de 2007)
- Rilakkuma Nohohon Shiiru Bukku (Aki Kondou, agosto de 2008)
- Río Kku A Darádará Shiiru Bukk (Aki Konduo, agosto de 2017)

## Juegos
- Rilakkuma na Mainichi (Rocket Company, Game Boy Advance, abril de 2005)
- Rilakkuma ~ojamashitemasu 2 Shuukan~ (Interchannel, PlayStation 2, septiembre de 2005)
- Watashi no Rilakkuma (Rocket Company, Nintendo DS, abril de 2007)
- Chokkan Asonde Rilakkuma (Smilesoft, Nintendo DS, septiembre de 2008)
- Rilakkuma Minna de Goyururi Seikatsu (MTO, Nintendo Wii, marzo de 2009)
- Norinori Rilakkuma Hit Song Ongaku (Smilesoft, Nintendo DS, diciembre de 2010)
- LINE Rilakkuma Loop (LINE, 2016)

## Series de televisión
- Rilakkuma y Kaoru (Netflix, 19 de abril de 2019)